# Johann Michael Lobstein
Johann Michael Lobstein (1740-1794) (* Lampertheim, perto de Estrasburgo, 1749, † Estrasburgo, 29 de Junho de 1794) foi um teólogo luterano alemão. Era irmão do cirurgião Johann Friedrich Lobstein (1738–1784) e pai do médico patologista Jean-Frédéric Lobstein (1777-1835).

## Biografia
Em 1767 viajou para Paris, ao retornar tornou-se  pastor e professor de um ginásio em Estrasburgo. Em 1773 se tornou Professor de Filosofia e em 1775 foi nomeado professor de Teologia da Universidade de Gießen. Entre 1777 e 1790 foi o primeiro pastor e Superintendente da cidade de Butzbach, retornando, em seguida, para Estrasburgo.  Foi autor de inúmeras obras teológicas e religiosas.

## Obras
- Observationes criticae in loca Pentateuchi illustria
- Tabulae temporum fatorumque orbis terrae ab orbe condito usque ad Christum natum ab A. M. I. - 4000 / Johann Michael Lorenz; Johann Michael Lobstein. Estrasburgo: Kürsner, 1761.
- Discours sur la mort. Paris, Strasbourg 1769.
- Ludi veterum incitamenta poeseos / Johannes Michael Lobstein. [Resp.:] Johannes Fridericus Bonhoeffer. Argentorati: Heitz, 1774 (Straßburg, Univ. Schr. v. 26. Aug. 1774).
- De Veteris Ecclesiae Sacrarvm [sacrarum] Litterarvm [litterarum] Amore Recentioris Ivsto [iusto] Moderamine : Prolvsio Historica. Giessae: Braun, 1775.
- Anhang zu dem von Johann Michael Lobstein herausgegebenen Werk: unter dem Title Codex Samaritanus Parisinus Sanctae Genovefae, praemissa commentario de Samaritanae gentis religione aevi recentioris. Francofurti ad Moenum Typis Eichenbergianis, 1781.
- Nachrichten und Auszüge aus den Handschriften der der königlichen Bibliothek zu Paris 1,1. (1791). Hildburghausen: Hanisch, 1791.
- Abweichungen des Hannövrischen Catechismi von der Bibel und den Bekenntnisbüchern der Protestantischen Kirche. Straßburg, [1792].
- Commentatio Historico-Philologica De Montibus Ebal et Garizim Deuteronomii ...